# Aelius Promotus
Ælius Promotus, en grec Αίλιος Προμωτος, est un médecin et pharmacologue de l'École médicale d'Alexandrie ; on ne connaît pas son histoire personnelle, et ses dates sont incertaines.
Jean-Baptiste-Gaspard d'Ansse de Villoison suppose qu'il a vécu après l'époque de Pompée, soit au Ier siècle av. J.-C. ; d'autres auteurs supposent qu'il est beaucoup plus ancien, d'autres le situent vers la seconde moitié du Ier siècle apr. J.-C. ; il est communément admis qu'il a été actif dans la première moitié du IIe siècle, notamment en raison des médecins qu'il cite. Il est probable qu'il soit la même personne citée par Galien sous le nom d'Ælius.
Il a écrit plusieurs livres médicaux en grec, qui sont conservés dans les manuscrits de différentes bibliothèques en Europe.
Son ouvrage intitulé Δυναμερόν, terme grec qui signifie « force, vertu », dont le texte est conservé dans deux manuscrits, à la Biblioteca Marciana de Venise (cote : Græcus 295) et à la  bibliothèque de l'Escorial (cote : Φ Ι 2), est un recueil de 870 recettes médicinales et pharmaceutiques pour le traitement de 130 maladies.
Deux autres de ses livres, dont l'un sur les venins et poisons, sont cités ou mentionnés par Girolamo Mercuriale au XVIe siècle à propos de l'aconit ; l'un d'entre eux, Perì tōn iobólōn thīríōn kaì dīlītīríōn farmákōn, a été édité par Erwin Rohde à la fin du XIXe siècle et en 1995 par Sibylle Ihm qui en réfute l'attribution à Ælius Promotus .  